# Paul Q. Kolderie
Paul Q. Kolderie es un productor discográfico, ingeniero de sonido y mezclador estadounidense. Ha trabajado con bandas como Pixies, Radiohead, Orangutang, Hole, Dinosaur Jr., Juliana Hatfield, Wax, Warren Zevon, Uncle Tupelo, Throwing Muses, Morphine, The Mighty Mighty Bosstones, Abandoned Pools y The Go-Go's. Trabaja habitualmente junto a su colega Sean Slade.
En 1985, creó los estudios Fort Apache en Boston, junto Sean Slade y Jim Fitting de la banda Sex Execs y el músico y productor Joe Harvard. Además ha tocado en bandas de cowpunk en Detroit como  Goober & the Peas y Raisins in the Sun.